# Tongjin-eup
Tongjin-eup (koreanska: 통진읍) är en köping i kommunen Gimpo i provinsen Gyeonggi i Sydkorea, 37 km nordväst om huvudstaden Seoul.